# Maigret und der Gehängte von Saint-Pholien
Maigret und der Gehängte von Saint-Pholien (französisch: Le Pendu de Saint-Pholien) ist ein Kriminalroman des belgischen Schriftstellers Georges Simenon. Er entstand zwischen Sommer 1930 in Morsang-sur-Seine und Herbst 1930 in Beuzec-Conq und erschien im Februar des Folgejahres im Verlag Fayard gemeinsam mit Maigret und der verstorbene Monsieur Gallet. Die beiden Romane bildeten den Auftakt der 75 Romane und 28 Erzählungen umfassenden Reihe um den Kriminalkommissar Maigret. Die erste deutsche Übersetzung von Harold Effberg erschien 1934 bei der Schlesischen Verlagsanstalt unter dem Titel Der Schatten. Im Jahr 1966 publizierte der Heyne Verlag die Übersetzung Maigret unter den Anarchisten von Joachim Nehring. 1981 veröffentlichte der Diogenes Verlag eine Neuübersetzung von Sibylle Powell unter dem Titel Maigret und der Gehängte von Saint-Pholien.
Aus einer Laune heraus verfolgt Maigret einen verdächtigen Mann und vertauscht dessen Koffer. Als der Fremde daraufhin Suizid begeht, fühlt sich Maigret am Tod mitschuldig. Im Koffer des Toten befindet sich nur ein abgetragener Anzug voller Blutflecken und ein Ausweis mit einer falschen Identität. Die Suche nach weiteren Spuren führt den Kommissar nach Bremen, Paris, Reims und Lüttich. Doch an jedem Ort trifft er auf einen Mann, der ihm stets einen Schritt voraus ist.

## Inhalt

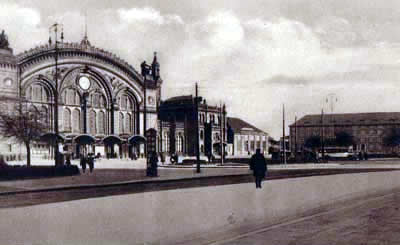
Bremer Hauptbahnhof im Jahr 1920

Maigret befindet sich im Spätherbst auf Dienstreise in Lüttich. Seine Arbeit ist bereits erledigt, er vertreibt sich die Zeit in einem Café, als ihm ein ärmlicher Landstreicher auffällt, der mit 1000-Francs-Scheinen hantiert. Der Kommissar verfolgt den Fremden zur Post, wo dieser die Geldscheine in einem Briefumschlag an eine Pariser Adresse verschickt. Als der Mann einen Koffer kauft, tut es ihm Maigret aus einer Laune heraus gleich. Er folgt ihm auch auf der Bahnfahrt nach Bremen und vertauscht in einem günstigen Moment die Koffer. Der Fremde realisiert erst im Hotel, dass der Inhalt seines Koffers verschwunden ist. Kurzentschlossen zieht er einen Revolver und schießt sich in den Kopf.
Maigret ist betroffen über die tödlichen Folgen seines Streiches. Im vertauschten Koffer befindet sich nichts als ein gefälschter Ausweis auf den Namen Louis Jeunet und ein blutbefleckter Anzug, der dem Toten einige Nummern zu groß ist. Doch in der Bremer Leichenhalle taucht ein Mann auf, der den Toten zu kennen scheint: der belgische Handelsvertreter Joseph van Damme, der den Kommissar mit seiner jovialen Art auszuhorchen versucht. Zurück in Paris melden sich auf die Veröffentlichung eines Fotos des Toten hin mehrere Zeugen. Seine Ehefrau Jeanne Jeunet beschreibt ihren Mann als Trinker, der aus der Bahn geworfen wurde und sie vor zwei Jahren verließ. Ein anderes Bild zeichnet Armand Lecocq d’Arneville, der im Toten seinen Bruder Jean erkennt, einen belesenen, strebsamen jungen Mann, zu dem seit zehn Jahren jeder Kontakt abgebrochen ist.
Eine weitere Spur führt Maigret nach Reims, wo der Tote zusammen mit dem stellvertretenden Bankdirektor Maurice Belloir gesehen worden sein soll. In dessen Haus trifft Maigret nicht nur Jef Lombard, einen Fotograveur aus Lüttich, und den Pariser Bildhauer Gaston Janin, sondern auch Joseph van Damme. Der Handelsvertreter versucht Maigret bei einer Reifenpanne nahe Luzancy in die Marne zu stoßen, doch Maigret sieht den Anschlag voraus und kann sich retten. Als er in Lüttich Lombard aufsucht, stößt er in dessen Atelier nicht nur auf zahllose Gemälde von Gehängten, sondern abermals auf van Damme. Dieser bleibt Maigret immer einen Schritt voraus und vernichtet in den Archiven aller Lütticher Zeitungen die Artikel zu einem Vorfall am 15. Februar vor zehn Jahren. Am Ende findet Maigret dennoch heraus, dass sich an diesem Tag ein junger Maler namens Émile Klein an der Pforte der Kirche Saint-Pholien erhängt hat.

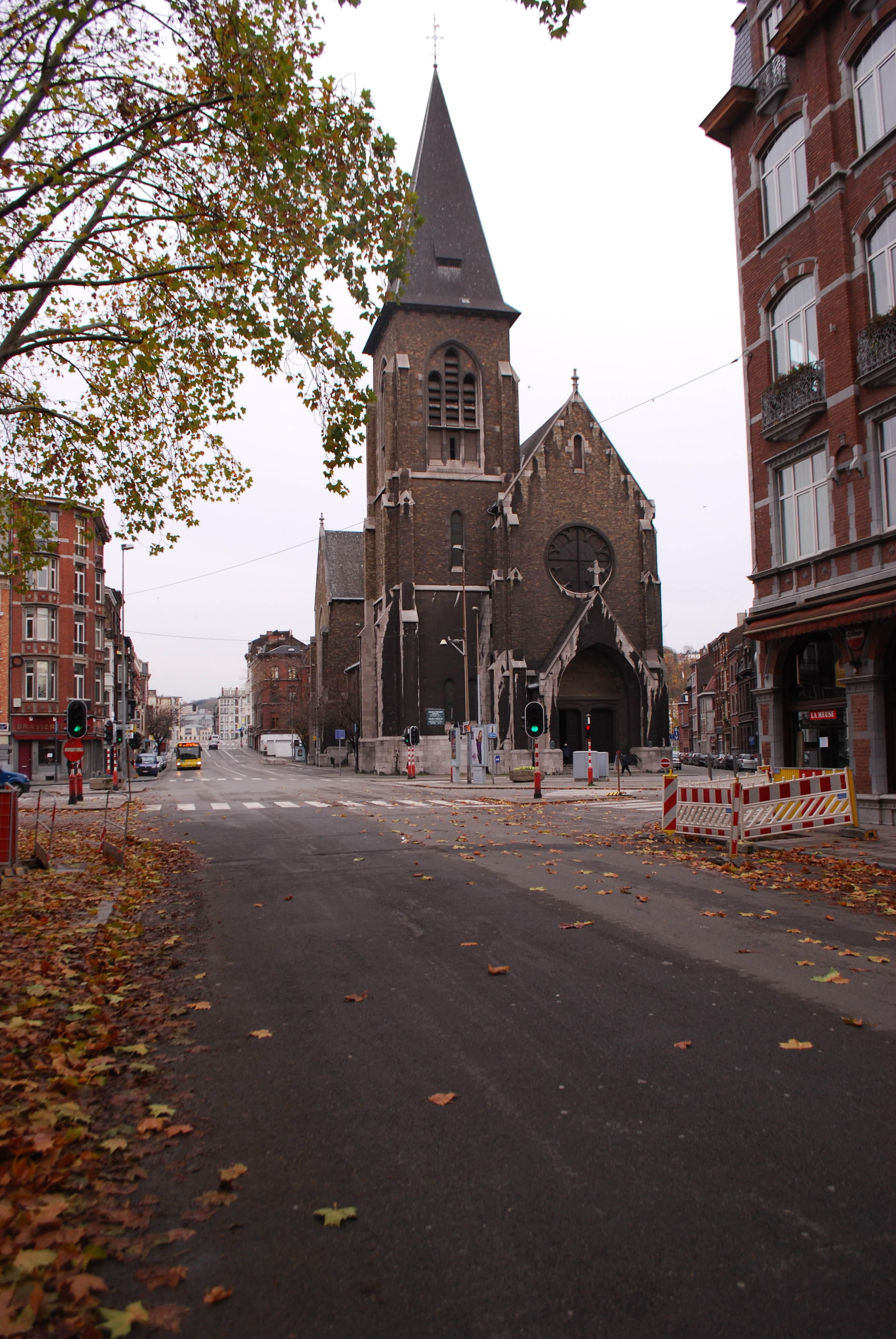
Kirche Saint-Pholien in Lüttich

In Kleins heruntergekommenem Wohnatelier nahe der Kirche trifft Maigret abermals auf van Damme, Lombard und Belloir. Und hier kommen endlich die zehn Jahre zurückliegenden Geschehnisse ans Tageslicht. Sieben junge Leute waren es, die damals eine verschwörerische Gruppe, genannt Die apokalyptischen Kumpane, gebildet haben: die drei Künstler Lombard, Janin und Klein und die Studenten van Damme, Belloir, Lecocq d’Arneville und Willy Mortier. Letzterer, aus reichem Elternhaus stammend, war der einzige, der spöttische Distanz zur Gruppe der selbst ernannten Genies hielt, die bei ihren Treffen in Kleins Atelier philosophierten, spintisierten, tranken und rauchten bis zum Morgengrauen. Die apokalyptischen Kumpane lasen die Apokalypse, fühlten sich vom Anarchismus angezogen und warfen die Frage auf, zu welchen Verbrechen sie fähig seien. Vor allem Klein steigerte sich in die Vorstellung eines Mordes hinein. Und an einem Heiligabend stieß er Mortier, der der Gruppe keine Getränke ausgeben wollte, ein Messer in den Bauch, woraufhin Belloir eingriff und den Verletzten erwürgte.
Der Tote wurde in das Hochwasser der Maas geworfen und niemals wieder aufgefunden. Doch die Tat hinterließ in allen Beteiligten ihre Spuren. Die Gruppe löste sich auf; alle verließen in den folgenden Wochen Lüttich, bis auf Lecocq d’Arneville und Klein, der zwei Monate später Suizid beging. Während es van Damme, Belloir und Lombard in den folgenden zehn Jahren gelang, die Vergangenheit durch Arbeit und den Aufbau eines neuen Lebens zu verdrängen, konnte sich Lecocq d’Arneville nie von der Erinnerung an Mortier und Klein befreien. Vor drei Jahren begann er, seine ehemaligen Kumpane zu erpressen, nicht des Geldes wegen, das er verbrannte, sondern um sie zu ruinieren. Als Druckmittel diente ihm der blutbefleckte Anzug, den Belloir am Tatabend getragen hatte. Maigret, der im Lauf der Ermittlungen die Familien der bürgerlich gewordenen Anarchisten kennengelernt hat und ausrechnet, dass fünf Kinder in das Geschehen verwickelt sind, reist nach dem Geständnis zurück nach Paris und legt den Fall zu den Akten.

## Hintergrund
Nachdem Simenon im Winter 1929/1930 seinen Kriminalkommissar Maigret erfunden und den ersten Roman Pietr-le-Letton geschrieben hatte, entstanden die folgenden drei Maigret-Romane Monsieur Gallet, décédé, Le Charretier de la «Providence» und Le Pendu de Saint-Pholien in rascher Folge im Sommer 1930 in Morsang-sur-Seine, wo er mit seinem Boot vor Anker lag. Im Februar 1931 veröffentlichte Simenons Hausverlag Fayard, in dem der Schriftsteller bislang hauptsächlich Groschenromane unter Pseudonym verfasst hatte, die beiden ersten Maigret-Romane im Doppelpack, um die Wirkung zu vergrößern. Für den Auftakt der Serie wurden Monsieur Gallet, décédé und Le Pendu de Saint-Pholien ausgewählt. Zur Werbung für die neue Serie veranstaltete Simenon, der erstmals unter eigenem Namen veröffentlichte, im Nachtklub Boule Blanche auf dem Montparnasse einen großen Kostümball mit 400 geladenen und 700 weiteren ungeladenen Gästen. Der Bal Anthropométrique, benannt nach der erkennungsdienstlichen Abteilung der Pariser Kriminalpolizei, wurde zum Tagesgespräch in ganz Frankreich und machte Kommissar Maigret bekannt, bevor überhaupt jemand eines seiner Bücher gelesen hatte.
Die Ereignisse des Romans haben einen realen Hintergrund in Simenons Leben. Viele der Örtlichkeiten, so nicht zuletzt die Kirche Saint-Pholien, lassen sich in Lüttich, der Stadt, in der Simenon aufwuchs, wiederfinden. Der Schriftsteller gehörte in seiner Jugend selbst ab Juni 1919 einer Künstler- und Anarchistengruppe namens La Caque um den Maler Luc Lafnet an, in der er auch seine erste Frau Régine kennenlernte. Simenon beschrieb später: „Wir waren eine Elite. Eine kleine Gruppe von Genies, die der Zufall zusammengeführt hatte.“ Man saß um eine Öllampe, trank Wein und Schnaps, schlief mit Frauen, diskutierte über Philosophie, rief gleichermaßen Gott und Satan an, die Ansichten waren „notgedrungen entweder düster oder verzweifelt“. Eine besondere Bedeutung für die Maler der Gruppe erhielt das Motiv des Gehängten, der am Wasserspeier einer Kirche hängt. Eines der Bilder wurde später zum Titelbild von Simenons Roman.
Tatsächlich kam es in der Gruppe zu einem Todesfall. Im März 1922 fand man einen jungen, drogenabhängigen Maler namens Joseph Jean Kleine nach einer exzessiven Nacht bei La Caque erhängt am Türklopfer der Pforte der Kirche Saint-Pholien. Simenon selbst hatte zu den Freunden gehört, die Kleine nach Hause begleiteten, weil er nicht mehr in der Lage war, zu gehen. Trotz offener Fragen, wie Kleine sich in diesem Zustand selbst erhängt haben konnte, schloss die Polizei ihre Ermittlungen mit der Vermutung eines Suizids ab. In der Folge löste sich La Caque auf. Simenon schrieb später: „Ich betrachte uns als nicht schuldig […] Zumindest handelten wir ohne Vorsatz […] Wir kannten den wahren Zustand des ‚petit Kleine‘ nicht. Aber haben letzten Endes nicht wir ihn umgebracht?“ Der Mord an Willy Mortier ist im Roman hinzuerfunden. Viele andere Details stimmen mit der damaligen Realität überein bis hin zu den abgewandelten Namen – so hieß etwa ein tatsächlicher Freund Simenons aus „La Caque“ Jef Lambert. Für Lucille F. Becker stellte sich Simenon in der Gnade, die Maigret den apokalyptischen Kumpanen am Ende gewährt, auch die Absolution für sein eigenes Schuldgefühl aus. Im Jahr 1937 griff Simenon in Die Verbrechen meiner Freunde den Vorfall um „K.“, wie er dort abgekürzt wird, noch einmal in einem autobiografischen Roman auf.

## Interpretation

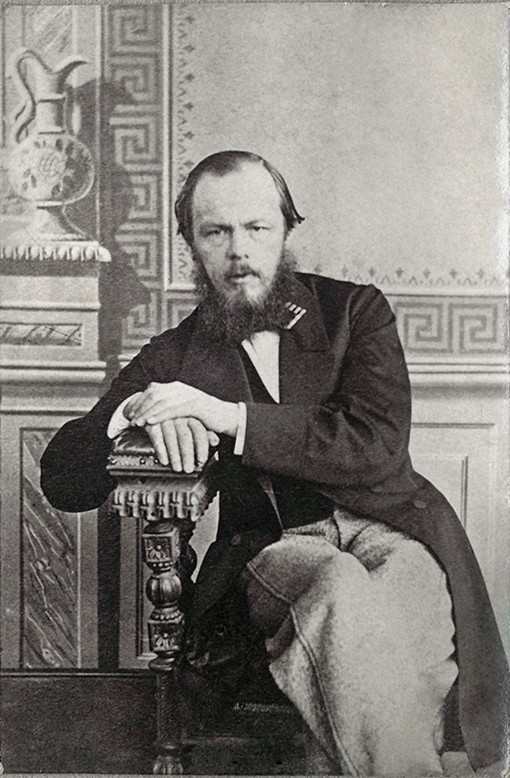
Fotografie Dostojewskis aus dem Jahr 1863

Stanley G. Eskin beschreibt Maigret und der Gehängte von Saint-Pholien als einen Dostojewski-Verschnitt und führt aus: „Maigret watet durch Schuldbewußtsein, Heuchelei und kleinmütige Furcht und gelangt am Ende zu einer Gemeinschaftsleiche in allen Kellern.“ Dabei erinnert ihn das Szenario an den späteren Maigret-Roman Maigret stellt eine Falle. Die „Leiche im Keller“ der scheinbar wohlanständigen Bürger sei ein häufiges Motiv in Simenons Werk, wobei sich diese Leichen nicht selten „als Verwandte von Leichen in Simenons eigenem Keller“ herausstellten, die der Schriftsteller in seinem tatsächlichen Leben zwar auf Distanz gehalten habe, um ihnen in seinen Werken aber mit umso stärkerem Interesse nachzuforschen. Auch Josef Quack zieht den Vergleich zu den weltanschaulichen Fragen in den Romanen Dostojewskis. Die Gruppe intellektueller Nihilisten gehe mit der Frage, unter welchen Umständen man bereit sei, einen Menschen zu töten, zum aktiven Nihilismus über, der die elementarsten Werte des Humanismus in Frage stelle. Dabei habe Simenon kurz darauf in Maigret kämpft um den Kopf eines Mannes das Motiv des Tötens um seiner selbst willen erneut aufgegriffen. In beiden Romanen ist es Maigrets eigene Form von „Menschenjagd“, seine hartnäckige Beschattung der Verdächtigen, bis er diese durch seine bloße Anwesenheit zermürbt hat, die schließlich zur Lösung des Falles führt.
Für Thomas Narcejac ist Maigret und der Gehängte von Saint-Pholien ein Beispiel, wie sich in den frühen Maigret-Romanen der Romanschriftsteller und der Krimiautor gegenseitig ins Gehege kommen und die Kriminalhandlung dem Roman im Wege steht, zum Teil in den Hintergrund gerückt wird, um der Atmosphäre mehr Raum zu geben, was aber wiederum die Zeichnungen der Figuren aufweiche. Julian Symons nennt das Verhalten Kommissar Maigrets am Anfang des Romans „mehr als unwahrscheinlich“. Simenons Kunst liege aber darin, das Unwahrscheinliche so zu gestalten, dass es der Leser akzeptiere und allen Unglaubwürdigkeiten zum Trotz am Ende „interessante überzeugende Romane“ lese. John Raymond verweist auf Maigrets „außergewöhnlichen und generellen Akt der Vergebung“ am Ende des Romans, der typisch für die Figur des Kommissars sei, der bei der Aufklärung seiner Fälle eher danach trachte, zu verstehen als zu richten. Laut Dominique Meyer-Bolzinger nimmt Maigret in seinen Untersuchungen häufig den Platz seiner Gegenspieler ein, was in Maigret und der Gehängte von Saint-Pholien im Koffertausch zwischen Kommissar und Selbstmörder symbolisiert werde. Am Ende bleibe „ein Kriminalroman ohne Verbrechen, ohne Opfer und schließlich auch ohne Schuldigem, eine leere Ermittlung, zu Ende geführt vom Schicksal.“

## Rezeption
Die ersten Maigret-Romane waren auf Anhieb ein Verkaufserfolg. Im August 1931 wurde Simenon vom Verleger Hachette als Bestseller des Jahres ausgezeichnet. Die Zeitschrift Le Divan empfahl 1931 Le Pendu de Saint-Pholien als „eine der besten Detektiverzählungen, die man zu lesen bekommen kann“. Auch für die Saturday Review gehörte die erste englische Übersetzung des Romans 1932 zu den „überdurchschnittlichen Geschichten“.
Mehr als ein Dreivierteljahrhundert später entrang sich Tilman Spreckelsen in seinem Maigret-Marathon der Stoßseufzer: „Mannmannmann, was für eine krude Geschichte!“ Nach rasantem Beginn werde die Handlung „wirrer und wirrer“. Dazu fragte er sich, „warum Simenon auch in seinem dritten Roman auf Namenswechsel als vertuschungstechnisches Allheilmittel setzt“. Für Frank Böhmert war es dagegen „einer der besten Maigret-Romane“: „Knapp, dicht, eindringlich. Wie immer.“ Besonders betonte er „die fiese Verschränkung, dass Maigret selbst jemandes Tod zu verantworten hat und dann einem ungesühnten Mord auf die Spur kommt.“
Die Romanvorlage wurde dreimal verfilmt: in den Fernsehserien Maigret mit Rupert Davies (1961), der gleichnamigen niederländischen Serie mit Jan Teulings (1968) und Les Enquêtes du commissaire Maigret mit Jean Richard (1981). Im Jahr 2003 produzierten SFB-ORB, MDR und SWR ein Hörspiel in der Bearbeitung von Susanne Feldmann und Judith Kuckart. Es sprachen unter anderem Christian Berkel, Friedhelm Ptok und Christian Brückner.

## Ausgaben
- Georges Simenon: Le Pendu de Saint-Pholien. Fayard, Paris 1931 (Erstausgabe).
- Georg Simenon: Der Schatten. Übersetzung: Harold Effberg. Schlesische Verlagsanstalt, Berlin 1934.
- Georges Simenon: Maigret unter den Anarchisten. Übersetzung: Joachim Nehring. Heyne, München 1966.
- Georges Simenon: Maigret und der Gehängte von Saint-Pholien. Übersetzung: Sibylle Powell. Diogenes, Zürich 1981, ISBN 3-257-20816-2.
- Georges Simenon: Maigret und der Gehängte von Saint-Pholien. Sämtliche Maigret-Romane in 75 Bänden, Band 3. Übersetzung: Sibylle Powell. Diogenes, Zürich 2008, ISBN 978-3-257-23803-7.